# شهرستان ایرلی (جورجیا)
شهرستان ایرلی، جورجیا (به انگلیسی: Early County, Georgia) یک سکونتگاه مسکونی در ایالات متحده آمریکا است که در جورجیا واقع شده‌است.